# Fylgia (1905)
«Фюльг'я» — броньований крейсер ВМС Швеції. Спущений на воду в 1905 році, корабель був на службі до 1953 року. Крейсер переважно використовувався як навчальний корабель для військово-морських курсантів.

## Будівництво і кар'єра

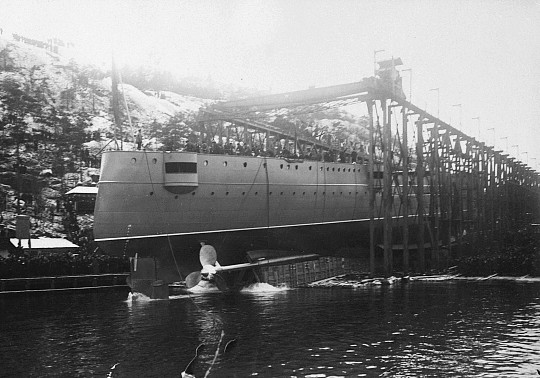
«Фюльг'я» під час спуску на воду

Кіль «Фюльг'я» був закладений на Mekaniska Verkstad у жовтні 1902 року. Крейсер була спущений на воду 20 грудня 1905 року на спуску Фіннбода в Накі. Корабель був зданий в експлуатацію 21 червня 1907 року.
Після введення в експлуатацію він був найменшим справжнім броньованим крейсером у світі. Втім платою за це був обмежений запас вугілля та недостатній навіть на час спуску на воду протиторпедний захист.
Його зазвичай використовували як навчальний корабель після Першої світової війни.
12 грудня 1927 року «Фюльг'я» зіткнувся з бразильським вантажним судном «Ітапура»  в Сальвадорі, Баїя, Бразилія. «Ітапура» затонула, але всіх 40 членів її екіпажу вдалося врятувати.

### Масштабна модернізація

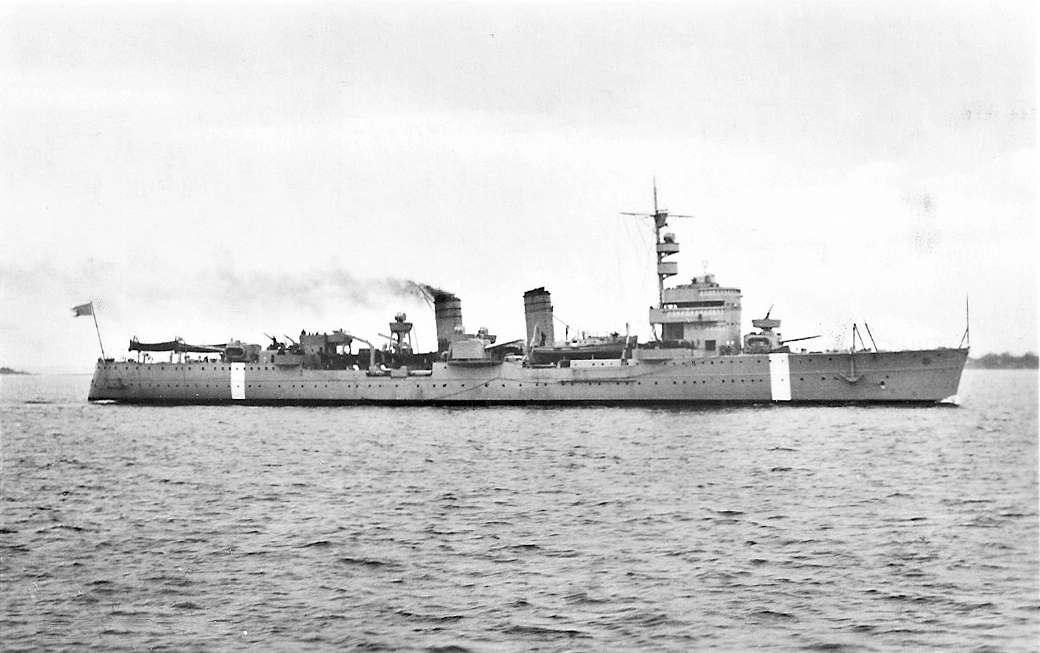
«Фюльг'я» після модернізації 1939-40 років

«Фюльг'я» була модернізована в 1939–1940 роках. Її 12 котлів типу «Ярроу», що працюють на вугіллі, були замінені чотирма котлами типу Phenoët, що працювали на мазуті. Три високі труби замінено двома нижчими. Збільшено радіус дії головного калібру та додано нову систему керування вогнем із центральним управлінням гарматою. Була повністю оновлена ППО: старі 57 гармати були зняті і замінені чотирма 57-мм гарматами мм зенітні гармати M/89B-38B. Дві сдвоєні 40-мм. зенітні установки були додані, разом з однією 25 мм і одією 20 мм.
Після модернізації корабель залучався до завдань з забезпечення нейтралітету Швеції у Другій світовій. «Фюльг'я» служив навчальним кораблем курсантів до 1953 року, коли його було списано. Крейсер продали на металобрухт у 1957 році.